# Мамолат, Александр Самойлович
Александр Самойлович Мамолат (укр. Олександр Самійлович Мамолат; 12 сентября 1910, Кальниболота, Херсонская губерния — 24 октября 1991, Киев) — советский, украинский фтизиатр, доктор медицинских наук (1965), профессор (1971), заведующий кафедрой фтизиатрии (1959—1960); Заслуженный деятель науки УССР (1975), Заслуженный врач УССР (1969).

## Биография
Родился в семье учителей. В 1930 году окончил медицинский техникум в Умани, работал фельдшером на сахарном заводе в Ольховатке. В 1931 году поступил в Киевский медицинский институт, в 1936 году окончил его и поступил в аспирантуру при НИИ туберкулёза.
В 1940 году в качестве врача лыжного комсомольского батальона участвовал в советско-финской войне.
C началом Великой Отечественной войны добровольно ушёл на фронт, работал в медсанбате. В сентябре 1941 года был тяжело ранен, попал в окружение. Выйдя из окружения, работал врачом медпункта в селе Майданецкое (Тальновский район, Черкасская область). Вместе с коллегами Цыбулевым, Шашковым, Марковичем, Кривенко предотвратил отправку на работы в Германию около 6 тысяч человек, выдавая им фальсифицированные справки о заболеваниях, а иногда и симулируя заболевания. После освобождения Черкасской области служил военным врачом, дошёл до Вены, закончил войну в звании майора медицинской службы.
В 1936—1979 годах — директор Института фтизиатрии и грудной хирургии имени Ф. Г. Яновского, работал там же до конца жизни. Одновременно с 1949 года был главным фтизиатром Министерства здравоохранения Украинской ССР; в 1959—1960 годах заведовал кафедрой фтизиатрии Киевского института усовершенствования врачей.
Скончался 24 октября 1991 года. Похоронен на Байковом кладбище Киева.

## Научная деятельность
Основные исследования — по эпидемиологии и статистике туберкулёза, организации борьбы с туберкулёзом на селе, истории фтизиатрии.
В 1965 г. защитил докторскую диссертацию «Разработка и научное обобщение методики и организации лечения больных деструктивным туберкулёзом». Под его руководством выполнены 5 докторских и 15 кандидатских диссертаций.
Автор 160 научных работ, в том числе 3 монографий.

## Награды
- орден Красной Звезды
- орден Трудового Красного Знамени
- орден Октябрьской Революции
- медали
- Заслуженный деятель науки УССР (1975)
- Заслуженный врач УССР (1969).